# Домнина, Оксана Александровна

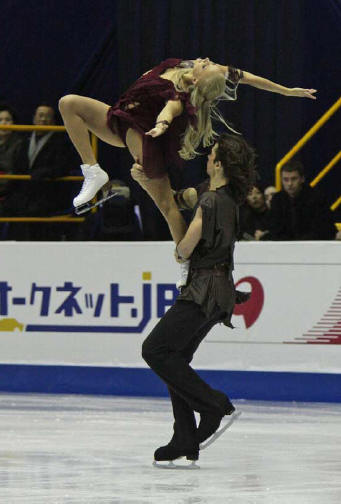
Произвольный танец на музыку А.Хачатуряна из балета «Спартак»

Оксана Александровна До́мнина (род. 17 августа 1984, Киров, СССР) — российская фигуристка, выступавшая в танцах на льду с Максимом Шабалиным. Они бронзовые призёры Олимпиады 2010, чемпионы мира 2009 года, двукратные чемпионы Европы (2008 и 2010), победители серии Гран-При 2007 года и чемпионы мира среди юниоров 2003 года. Заслуженный мастер спорта России (2009).

## Карьера

### До 2004

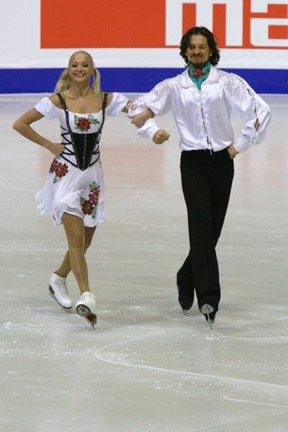
Оксана Домнина и Максим Шабалин исполняют обязательный танец (янки-полька) на чемпионате Европы 2008 года.

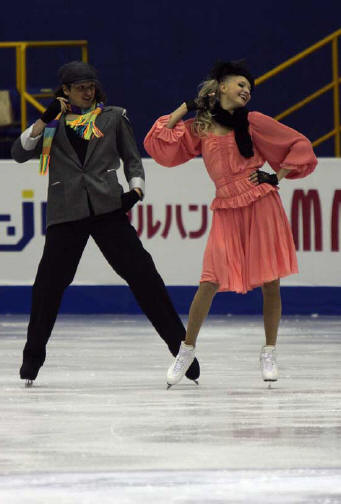
Оксана Домнина и Максим Шабалин исполняют оригинальный танец (ритмы 20-х, 30-х, 40-х) на финале Гран-при сезона 2008—2009

Когда Оксане было 6 лет, родители привели дочь на открытый каток, но уже через три месяца девочку отобрали для занятий на искусственном льду, сразу же записав в танцы. Через пару лет её поставили в пару с Антоном Рябовым. Первый тренер — Ирина Федоровых (г. Киров).
Со следующим партнёром Иваном Лобановым в 2000 году она заняла восьмое место на взрослом чемпионате России и девятое на юниорском. По окончании сезона ребята расстались — Оксану позвал в Одинцово (Московская область) Алексей Горшков, а Иван остался в Кирове и встал в пару с Ольгой Гмызиной.
Новый тренер поставил Оксану в пару с Максимом Болотиным. Первый сезон, 2000—2001, оказался плодотворным — Оксана и Максим вышли в финал юниорской серии «Гран-При» и завоевали бронзовую медаль на чемпионате России среди юниоров. Однако в паре пропало взаимопонимание, и по окончании сезона она распалась.
В мае 2002 года у Оксаны появился новый партнёр — Максим Шабалин. В 2003 году они выиграли чемпионат мира среди юниоров.

### 2004—2007
В 2004 году Домнина и Шабалин стали вторыми на чемпионате России, а в 2005 году первый раз выиграли этот турнир.
Пара приняла участие в Финале Мировой серии Гран-при по фигурному катанию сезона 2006—2007 в результате очень удачных выступлений на третьем этапе в Китае (1 место) и пятом — в Москве (2 место). В финале стали третьими после болгарского и канадского дуэтов.
На чемпионате России 2007 пара завоевала золотые медали второй раз.
На чемпионате Европы 2007 года заняли второе место, выиграв (как и на многих соревнованиях сезона) произвольный танец, но проиграв по сумме трех танцев 0,31 балла паре из Франции Изабель Делобель и Оливье Шонфельдер.

### 2008—2010
Сезон 2007—2008 года начался для Оксаны и Максима удачно — они стали победителями финала мировой серии Гран-при. Но затем не смогли принять участие в чемпионате России из-за операции на колене Максима. Несмотря на маленький период реабилитации и опасность рецидива травмы, Домнина и Шабалин приняли участие в чемпионате Европы и выиграли его. Однако травма у партнёра обострилась, понадобилось новое оперативное вмешательство, и в чемпионате мира 2008 пара участия не приняла.
В июне 2008 года спортсмены заявили, что приняли решение сменить тренера и отправляются в Делавэр к Наталье Линичук и Геннадию Карпоносову.
Сезон 2008—2009 дуэт начал с победы на турнире серии Гран-при «Cup of China», затем стали вторыми на «Cup of Russia», проиграв соперникам по сборной Яне Хохловой и Сергею Новицкому. В финале Гран-при они вторые после Делобель и Шонфельдера. От участия в чемпионате России Оксана и Максим решили отказаться, не желая сбивать режим подготовки к чемпионату Европы долгими перелётами и лишней акклиматизацией. На европейском первенстве, во время исполнения обязательного танца, Шабалин упал. Пара стала только пятой. Первоначально спортсмены утверждали, что колено партнёра не беспокоит. Однако на следующий день снялись с турнира, мотивировав отказ от участия обострением травмы. В промежутке между чемпионатом Европы и чемпионатом мира пара усиленно работала и смогла устранить недостатки в катании, вызванные недотренированностью. В марте 2009 года в Лос-Анджелесе Домнина и Шабалин впервые стали чемпионами мира. Они — первая пара в истории танцев на льду, выигрывавшая чемпионаты мира и среди юниоров и «взрослый» в неизменном составе.
На Олимпийских играх в Ванкувере (2010) Оксана Домнина и Максим Шабалин выиграли бронзовые медали, после чего были вынуждены завершить свою спортивную карьеру из-за хронической травмы колена у партнёра. На отчётно-выборной конференции федерации фигурного катания России 2010 года Оксана и Максим были избраны членами исполкома ФФККР.

## Фильмография
- 2024 — Роман Костомаров: Рождённый дважды

## Личная жизнь
- До 2013 года состояла в фактическом браке с Романом Костомаровым[9];
- В 2011 году Роман и Оксана стали родителями, у них родилась дочь Анастасия[10]. 
  - В декабре 2013 года Домнина сообщила о расставании с Костомаровым и завязавшемся романе с партнёром по шоу «Ледниковый период» актёром Владимиром Яглычем[11].
  - В начале 2014 года Оксана рассталась с Яглычем, вернувшись к Костомарову[12], за которого вышла замуж в апреле 2014 года[13].
- В январе 2016 года у супругов родился сын Илья[14].

## Государственные награды
- Медаль ордена «За заслуги перед Отечеством» II степени (5 марта 2010 года) — за большой вклад в развитие физической культуры и спорта, высокие спортивные достижения на Играх XXI Олимпиады 2010 года в Ванкувере[15]

## Программы
(с М.Шабалиным)
| Сезон     | Оригинальный танец                                                                          | Произвольный танец | Показательный                                                                             |
| --------- | ------------------------------------------------------------------------------------------- | --- | ----------------------------------------------------------------------------------------- |
| 2009–2010 | Танец аборигенов                                                                            | - Двойная жизнь Вероники Збигнев Прайснер - Requiem for a Dream Клинт Мэнселл - Двойная жизнь Вероники Збигнев Прайснер                              | Саундтрек к к/ф Матрица Дон Дэвис                                                         |
| 2008–2009 | - Lyric Waltz Дмитрий Шостакович - Waltz No. 2 Дмитрий Шостакович хореограф Наталья Линичук | Спартак Арам Хачатурян хореограф Ванда Лубковская | Gonna Fly Now Билл Конти                                                                  |
| 2007–2008 | Казачий танец: Розпрягайте, хлопці, коні                                                    | Вальс из балета «Маскарад» Арам Хачатурян | Танго Обливион Астор Пьяццола                                                             |
| 2006–2007 | - Primavera Portena Астор Пьяццола - Invierno Porteño Астор Пьяццола                        | Половецкие пляски (из оперы Князь Игорь) А. Бородин                                                                                                  | Адажио Secret Garden - Another Brick in the Wall Pink Floyd - Proper Education Eric Prydz |
| 2005–2006 | - Paxi Ni Ngongo Bonga - Chillando Goma Fulanito                                            | - Ein Wiener Waltzer (A Viennese Waltz) Карл Дженкинс - Hermit Of The Sea Rock Карл Дженкинс - Ein Wiener Waltzer Карл Дженкинс                      | The Show Must Go On Queen                                                                 |
| 2004–2005 | - I wait for you - It Don't Mean a Thing Дюк Эллингтон                                      | - Katana Groove Томоясу Хотей - Il dolce suono (из оперы Лючия ди Ламмермур) - The Diva Dance (из к/ф Пятый элемент) - Kill The Target Томоясу Хотей | - Rap & Classica                                                                          |
| 2003–2004 | - Harlem Nocturne - The Dirty Boogie The Brian Setzer Orchestra                             | Танго Времена года Антонио Вивальди, Астор Пьяццола                                                                                                  | - Fanfarra - Malagenha Сержио Мендес                                                      |
| 2002–2003 | - Полька/Вальс Дмитрий Шостакович                                                           | - Fanfarra - Malagenha Сержио Мендес | Mungal                                                                                    |

(с М.Болотиным)
| Сезон     | Оригинальный танец | Произвольный танец                       |
| --------- | ------------------ | ---------------------------------------- |
| 2001–2002 | - Танго - Фламенко | - Natasha Atlas - Kitaro - Natasha Atlas |

## Спортивные достижения
(С Шабалиным)
| Соревнования                       | 2002—2003 | 2003—2004 | 2004—2005 | 2005—2006 | 2006—2007 | 2007—2008 | 2008—2009 | 2009—2010 |
| ---------------------------------- | --------- | --------- | --------- | --------- | --------- | --------- | --------- | --------- |
| Зимние Олимпийские игры            |           |           |           | 9         |           |           |           | 3         |
| Чемпионаты мира                    | 15        | 10        | 8         | 7         | 5         |           | 1         |           |
| Чемпионаты Европы                  | 12        | 7         | 6         | 6         | 2         | 1         | WD        | 1         |
| Чемпионаты мира среди юниоров      | 1         |           |           |           |           |           |           |           |
| Чемпионаты России                  | 3         | 2         | 1         | 2         | 1         |           |           | 1         |
| Финалы Гран-При                    |           |           |           | 5         | 3         | 1         | 2         |           |
| Этапы Гран-при:Cup of Russia       |           | 6         | 4         | 3         | 2         | 1         | 2         |           |
| Этапы Гран-При:Cup of China        |           |           | 4         |           | 1         | 2         | 1         |           |
| Этапы Гран-При:Skate America       |           |           |           | 3         |           |           |           |           |
| Этапы Гран-При:Skate Canada        |           | 6         |           |           |           |           |           |           |
| Skate Israel                       |           |           |           | 2         |           |           |           |           |
| Мемориал Карла Шефера              |           |           |           |           | 1         |           |           |           |
| Finlandia Trophy                   |           | 2         |           |           |           |           |           |           |
| Финал Юниорского Гран-При          | 1         |           |           |           |           |           |           |           |
| Этапы юниорского Гран-При, Франция | 1         |           |           |           |           |           |           |           |
| Этапы юниорского Гран-При, Белград | 1         |           |           |           |           |           |           |           |

WD = снялись с соревнований
(С Болотиным)
| Соревнования                        | 2000—2001 | 2001—2002 |
| ----------------------------------- | --------- | --------- |
| Чемпионаты мира среди юниоров       |           | 7         |
| Чемпионаты России среди юниоров     |           | 3         |
| Финал Юниорского Гран-При           | 7         | 4         |
| Этапы юниорского Гран-При, Чехия    |           | 2         |
| Этапы юниорского Гран-При, Болгария |           | 1         |
| Этапы юниорского Гран-При, Польша   | 2         |           |
| Этапы юниорского Гран-При, Украина  | 3         |           |